# Santa Cecília de Molló
Santa Cecília és una església parroquial que se situa al nucli de Molló. Va ser construïda durant els segles xi i xii. L'església de Santa Cecília de Molló, per les dimensions de la nau, l’altura i esveltesa del campanar i la posició privilegiada a la vall del riu Ritort, representa una fita en el paisatge, que es pot reconèixer des de la majoria de punts del seu entorn. Ajuden a aquesta gran visibilitat l’accidentada topografia i la predominança d’espai verd lliure a l'entorn immediat de l'església.

## Descripció
L'església de Santa Cecília de Molló, situada al sector NE de la població, és una notable mostra del romànic pirinenc. És una església d'una sola nau, capçada a llevant per un absis semicircular, molt desenvolupat, més estret que l'amplada de la nau. Aquesta és coberta amb volta apuntada, amb tres arcs torals reforçats per contraforts visibles a l'exterior. A la capçalera té dues capelles rectangulars poc profundes, com un incipient creuer, que es manifesten a l'exterior amb un mur més sortint que la nau. Aquestes capelles tenen unes finestres de doble esqueixada i l'absis en té una d'allargada, ornada per dues arquivoltes sostingudes per dues columnetes amb capitells decorats amb motius vegetals i figures antropomorfes. A l'interior, el presbiteri és reforçat amb un fris ornamental de mènsules i dents de serra, i l'absis acaba a l'exterior amb un fris sostingut per mènsules.
A l'extrem ponentí del mur de la part meridional, s'obre la portada, severa i elegant, que fou dissenyada formant un conjunt un xic sobresortint del mur i que s'acaba en un fris esculpit i petites mènsules –que representen els set pecats capitals– sobre dents de serra, tot sota un petit ràfec en terrat o guardapols. La porta és accessible per sis graons, i és formada per arquivoltes llises en degradació. El timpà també és llis. La porta té unes ferramentes de tipus romànic, còpia de les primitives que es van perdre, però conserva l'antic forrellat que figura una serp. Destaca l'esvelta torre campanar, adossada al mur N, que té la base del segle xi fins a l'altura de la teulada de l'església actual, i quatre pisos superiors del segle xii, que resulten una mica petits de mides en comparació amb el volum considerable de l'església, cosa que n'accentua l'esveltesa. Fou restaurat el 1952 i se li llevà l'acabament emmerletat que li era impropi. Té un joc de lesenes i arcuacions llombardes i un fris dentat que marquen els diferents pisos, i dues finestres rodones bessones o ulls de bou sota la teulada.

## Notícies històriques

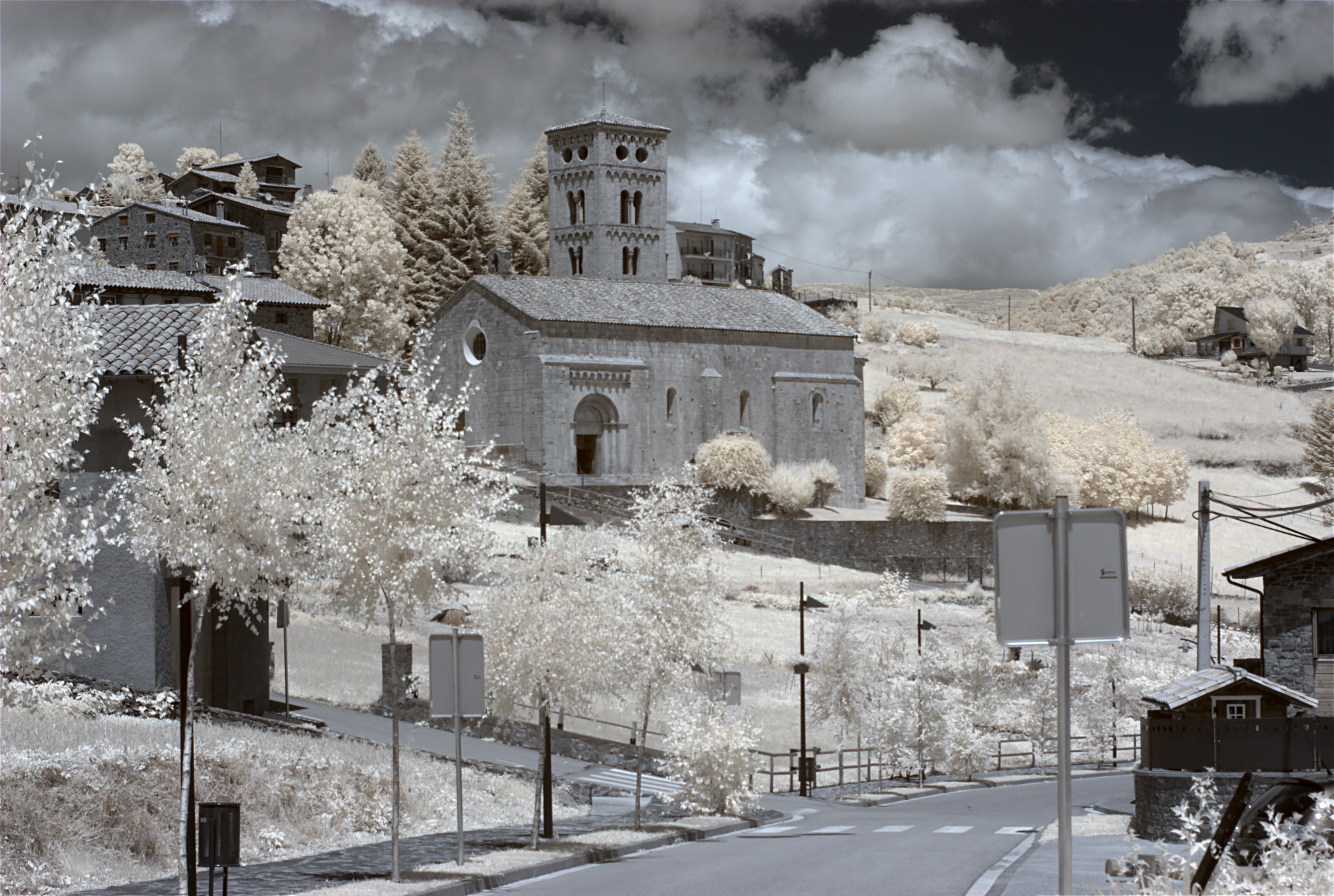
Vista infraroja de l'església

La parròquia de Molló o "Mollione" surt documentada l'any 936. Pertanyia inicialment a la diòcesi de Girona i era de domini comtal. Ja entrat el segle xi es va començar a aixecar un nou campanar, la base del qual fou aprofitada en construir l'església actual, avançat el segle xii. L'any 1141, el monestir de Ripoll que ja tenia dominis en el lloc, va obtenir la possessió total del terme, i a partir del 1144 la possessió de la parròquia i dels seus drets per cessió del bisbe de Girona. Aquesta possessió fou confirmada al monestir de Santa maria de Ripoll per una butlla del papa Alexandre III, del 1167. Pocs anys després es devia començar la construcció de l'església actual. Des del 1952, ha estat objecte d'obres de neteja exterior, i se li han construït uns murs de contenció als sectors meridional i de llevant.
El juliol de 2021 el govern va delimitar un "entorn de protecció" al voltant de l'església, considerant que ''aquest suposa el millor instrument per garantir la pervivència dels múltiples valors culturals, en les millors condicions possibles, d’aquest monument''. L'objectiu és evitar que l’alteració d’aquest entorn, entès com l'espai que dona suport ambiental al bé, pugui afectar els valors, la contemplació o l'estudi del monument històric.
La delimitació de l'entorn de protecció també afecta el subsòl del monument, per la qual cosa s’ha determinat que caldrà controlar les intervencions que s'hi produeixin tant des del vessant arqueològic, amb relació a possibles troballes relacionades amb el bé, com des del vessant documental, per la informació històrica que puguin aportar.